# Giro dei Tre Mari 1949
Il Giro dei Tre Mari 1949 fu la quarta edizione della corsa, venne disputata dal 21 settembre al 1º ottobre toccando molte delle principali città dell'Italia meridionale su un percorso di 1854 km suddiviso in nove frazioni, fu vinta da Pasquale Fornara; solamente Aldo Ronconi riuscì ad aggiudicarsi più di una frazione riportando due successi di giornata.
La competizione fu ripresa dopo una pausa di ben dieci anni dall'ultima edizione disputata nel 1939, tuttavia fu anche l'ultima volta che venne organizzata e corsa.

## Tappe
| Tappa  | Data         | Percorso                           | km    | Tempo     | Vincitore di tappa | Leader cl. generale |
| ------ | ------------ | ---------------------------------- | ----- | --------- | ------------------ | ------------------- |
| 1ª     | 21 settembre | Bari > Taranto                     | 251   | 6h49'38"  | Virgilio Salimbeni | Virgilio Salimbeni  |
| 2ª     | 22 settembre | Taranto > Cosenza                  | 203   | 6h35'00"  | Aldo Ronconi       | -                   |
| 3ª     | 23 settembre | Cosenza > Reggio Calabria          | 294   | 9h55'38"  | Dino Ottusi        | -                   |
|        | 24 settembre | giorno di riposo                   |       |           |                    |                     |
| 4ª     | 25 settembre | Reggio Calabria > Vibo Valentia    | 99    | 2h47'44"  | Bortolo Bof        | -                   |
| 5ª     | 26 settembre | Vibo Valentia > Guardia Piemontese | 165   | 4h59'50"  | Nello Sforacchi    | -                   |
| 6ª     | 27 settembre | Guardia Piemontese > Salerno       | 310   | 10h19'27" | Aldo Ronconi       | -                   |
| 7ª     | 28 settembre | Salerno > Sorrento                 | 83    | 2h32'37"  | Luciano Cremonese  | -                   |
|        | 29 settembre | giorno di riposo                   |       |           |                    |                     |
| 8ª     | 30 settembre | Sorrento > Napoli                  | 204   | 6h08'46"  | Olimpio Bizzi      | -                   |
| 9ª     | 1º ottobre   | Napoli > Roma                      | 248   | 8h00'20"  | Oliviero Tonini    | Pasquale Fornara    |
| Totale | Totale       | Totale                             | 1 854 |           |                    |                     |

### Classifica generale
| Pos. | Corridore          | Squadra     | Tempo     |
| ---- | ------------------ | ----------- | --------- |
| 1    | Pasquale Fornara   | Legnano     | 58h26'16" |
| 2    | Aldo Ronconi       | Viscontea   | a 5'33"   |
| 3    | Virgilio Salimbeni | Legnano     | a 6'41"   |
| 4    | Dino Rossi         | Cimatti     | a 11'13"  |
| 5    | Luciano Cremonese  | Cimatti     | a 13'12"  |
| 6    | Francesco Patti    | Individuale | a 16'57"  |
| 7    | Angelo Fumagalli   | Lygie       | a 17'16"  |
| 8    | Ugo Fondelli       | Viscontea   | a 17'33"  |
| 9    | Oliviero Tonini    | Cimatti     | a 23'12"  |
| 10   | Alighiero Ridolfi  | Cimatti     | a 24'32"  |